# 로드니 A. 그랜트
로드니 A. 그랜트(Rodney A. Grant, 1959년 3월 9일 ~ )는 미국의 배우이다.

## 출연 작품
- 다크 블러드 (2012년)
- 샤우팅 시크릿 (2011년)
- Just a Dream (2002)
- 화성의 유령들 (2001년)
- 잭 불 (1999년) - 빌리 역
- 와일드 와일드 웨스트 (1999년) - 허드슨 역
- 킬링 그라운드 (1998년)
- 배니싱 포인트 (1997년)
- 태양의 전사 (1997년)
- 못말리는 포장마차 (1994, Wagons East)
- FTW (1994년)
- 제로니모 (1993년)
- 늑대와 춤을 (1990년) - 머리에 부는 바람 역
- 세인과 고속도로 (1989년)
- 워 파티 (1988년)

### 텔레비전
- 풍운아 카스터 (1991, Son of the Morning Star)